# Mens Sana Basket 1973-1974
La Mens Sana Basket Siena 1973-1974, sponsorizzata Sapori, ha preso parte al campionato professionistico italiano di pallacanestro di Serie A per la prima volta nella sua storia.

## Roster
| Giocatori |
| --------- |

|  | Naz.                   | Ruolo | Sportivo            |  |  |  |  |
|  | ---------------------- | ----- | ------------------- |  |  |  |  |
|  | Italia (bandiera)      | P     | Massimo Cosmelli    |  |  |  |  |
|  | Italia (bandiera)      | G     | Piero Franceschini  |  |  |  |  |
|  | Italia (bandiera)      | AG    | Fabio Giustarini(C) |  |  |  |  |
|  | Italia (bandiera)      | AG    | Riccardo Bani       |  |  |  |  |
|  | Stati Uniti (bandiera) | C     | Carl Johnson        |  |  |  |  |
|  | Italia (bandiera)      | C     | Enrico Bovone       |  |  |  |  |
|  | Italia (bandiera)      | P     | Guglielmo Granucci  |  |  |  |  |
|  | Italia (bandiera)      | AP    | Dino Ninci          |  |  |  |  |
|  | Italia (bandiera)      | G     | Daniele Sensi       |  |  |  |  |
|  | Italia (bandiera)      | AP    | Umberto Campanini   |  |  |  |  |

| Staff tecnico              |
| -------------------------- |
| Allenatore: Ezio Cardaioli |
| Assistente: Giorgio Brenci |

| Giocatori acquistati e ceduti a stagione in corso |
| ------------------------------------------------- |